# Wuixmaguir ibn Ziyar
Dhahir-ad-Dawla Wuixmaguir ibn Ziyar (en persa: وشمگير) (mort en 967) fou el segon sobirà de la dinastia ziyàrida, ixd'origen daylamita.
Fou lloctinent del seu germà Mardawij ibn Ziyar i quan aquest fou assassinat per les tropes turques el 935, fou aclamar per les tropes daylamites a Rayy com a nou emir. Molts soldats turcs van desertar, entrant alguns al servei del buwàyhida Rukn-ad-Dawla, mentre altres passaven al servei del califa de Bagdad. Wuixmaguir va derrotar el mateix 935 als samànides i a les forces del daylamita Maqan ibn Kaki, que havia estat nomenat governador del Gurgan (després de cedir el govern de Kirman) i va envair el Tabaristan. Rukn-ad-Dawla es va reunir amb el seu germà Imad-ad-Dawla que li va facilitar tropes per disputar el Jibal a Wuixmaguir. Makan fou rebutjat al Tabaristan i Wuixmaguir encara va ocupar part de Gurgan.
Wuixmaguir va decidir evitar el conflicte amb els samànides i el 936 va decidir renunciar al Gurgan a favor de Makan ibn Kaki. Encara que Rukn-ad-Dawla va arribar a conquerir Esfahan, el 939, la va perdre i la guerra es va acabar fugint el buwàyhida cap al Fars. Així durant els primers cinc anys Wuixmaguir va conservar les conquestes del seu germà a la part septentrional de Pèrsia. Makan, fort de l'aliança amb Wuixmaguir, va rebutjar vers el 939 la sobirania samànida. L'emir samànida va enviar contra ell (940) un exèrcit dirigit Abu Ali Ahmad ben Muhtadj Čaghani que va assetjar Gurgan. Makan va demanar ajut a Wuixmaguir que va enviar tropes però la ciutat va caure després d'un llarg setge. Makan va fugir cap a Rayy, possessió del seu aliat Wuixmaguir; el general samànida els va atacar a la zona, a un llogaret anomenat Ishakabad, en direcció a Damghan, i els dos aliats foren derrotats el 25 de desembre del 940 i Makan va morir en combat, i el seu cap fou enviat a l'emir samànida a Bukharà i reenviada després al califa de Bagdad.
Wuixmaguir va perdre els territoris de Pèrsia septentrional i va haver de fugir cap al Tabaristan on es va trobar que el seu governador a Sari, al-Hasan ibn al-Fairuzan, cosí de Makan, s'havia revoltat i acusava a Wuixmaguir de la mort del seu parent. El ziyàrida el va derrotar i al-Hasan va demanar ajut a Ibn Muhtaj que va envair el Tabaristan. Wuixmaguir va haver de reconèixer llavors l'autoritat samànida. Mentre el buwàyhida Hasan va aprofitar per reconquerir Esfahan (940). Quan Ibn Muhtadj va marxar cap al Khurasan samànida, Wuixmaguir va recuperar Rayy però a la mort de l'emir samànida Nasr I ibn Ahmad el 943, Rukn-ad-Dawla es va apoderar de Rayy i la resta del Jibal, i Wuixmaguir va haver de tornar cap al Tabaristan on fou derrotat per al-Hasan ibn al-Fairuzan, que ja s'havia apoderat de Gurgan. Wuixmaguir es va haver de refugiar al territori muntanyós dels bawàndides i finalment a la cort samànida de Nuh I ibn Nasr. Al-Hasan ibn al-Fairuzan es va aliar llavors amb Rukn-ad-Dawla que dominava Rayy i el Jibal però el 945 Ibn Muhtaj va arrebassar Rayy al buwàyhida i al-Hasan va haver de reconèixer la sobirania samànida. Llavors Wuixmaguir es va apoderar de Gurgan, amb suport samànida, però no el va poder conservar davant al-Hasan i els buwàyhides que el van foragitar altre cop; el 947 Wuixmaguir va retornar i aquesta vegada va poder ocupar Gurgan i Tabaristan a al-Hasan amb ajut d'una important força samànida.
El 948 Rukn-ad-Dawla va envair Tabaristan i Gorgan i va dominar aquests territoris amb suport d'al-Hasan. L'atac del musafírida Marzuban ibn Muhammad a Rayy (948/949) va fer perdre aquests territoris a Rukn-ad-Dawla i els seus aliats. Rukn-ad-Dawla va retardar l'atac de Mazurban per mitjans diplomàtics i quan va rebre reforços del seu germà el va poder derrotar a prop de Qazvín on Mazurban fou fet presoner, i en el contraatac es va apoderar del sud de l'Azerbaidjan que va conservar fins al 950/951, quan va perdre la major part d'aquesta conquesta i Rayy i el Jibal davant de l'atac de Wuixmaguir i els samànides, que no ho van poder conservar.
Fin el 955/956 Rukn-ad-Dawla va haver d'enfrontar a Wuixmaguir i als samànides. Va jugar amb habilitat la rivalitat entre Wuixmaguir i els samànides i entre els diversos prínceps i generals d'aquests darrers. El 955/956 finalment Rukn-ad-Dawla es va declarar tributari samànida i va signar un acord de pau (que després es va renovar per segona vegada el 971/972 en condicions més favorables). Wuixmaguir obtenia el Tabaristan i Gurgan. La pau no va durar gaire temps i el 958 el ziyàrida va passar a l'ofensiva i va entrar a Rayy breument, però el 960 Rukn-ad-Dawla li va prendre el Gurgan, també per poc temps. Rukn-ad-Dawla va atacar a Wuixmaguir altre cop el 962 i va tornar a ocupar Gurgan i Tabaristan, igualment de manera temporal.
Els buwàyhides van conquerir Gurgan el 966; el 967 el general samànida Muhammad ibn Ibrahim Shimjuri va ajudar a Wuixmaguir a recuperar Gurgan als buwàyhides. Wuixmaguir va morir durant la campanya en un accident de cacera el 7 de desembre del 967. El va succeir el seu fill Abu Mansur Bisutun tot i que l'exèrcit samànida va intentar posar al tron a un altre fill, Kabus (després Kabus I Shams al-Malik). Un tercer fill havia mort abans que Wuixmaguir. Després del seu regnat la dinastia fou un poder local de la Càspia amb poca influència sobre els afers de Pèrsia.